# Airén
Airén ist eine Weißweinsorte, die ausschließlich in Spanien angepflanzt wird. Sie heißt in Andalusien auch Lairén oder Aidé und in La Mancha wird sie meist als Valdepeñas oder Manchega bezeichnet.

## Herkunft
Die autochthone Weißweinsorte Airén, die schon im Mittelalter bekannt war, stammt aus Spanien.

## Verbreitung
Die Rebsorte Airén liegt mit mehr als 252.364 ha (Stand 2010) auf Rang 3 der meistangebauten Rebsorten der Welt zur Weinerzeugung. Ihre Anbaufläche ist jedoch stark im Rückgang begriffen. Ende der 1980er Jahre betrug sie noch mehr als 476.300 ha; bezogen auf das Jahr 2000 ging die Fläche um 35 % zurück. Dennoch ist noch mehr als ein Viertel der spanischen Rebfläche oder fast das Doppelte der gesamten Rebfläche Deutschlands, Österreichs und der Schweiz zusammen mit dieser Rebe bepflanzt. Die Sorte ist außerhalb von Spanien nicht bekannt und vertreten.

## Eigenschaften
Die Sorte ist relativ anspruchslos und sehr widerstandsfähig gegen Hitze und Trockenheit. Damit ist sie prädestiniert für den Anbau in den heißen Klimazonen. In La Mancha wurde sie mit außergewöhnlich großen Stockabständen, nur 1200 bis 1600 Stöcke/ha, gepflanzt und meist in niederer Buschform erzogen. In anderen Weinbaugebieten liegt die Stockdichte bei 3000 bis 5000 Reben/ha.

## Wein
Aus der Rebsorte wird hellgelber, neutraler Wein mit einem hohen Alkoholgehalt hergestellt. Dieser wurde traditionell sowohl zur Weißwein- als auch zur Rotweinproduktion (meist in Zentralspanien), oft im Verschnitt mit dunklen Trauben, z. B. Tempranillo, zur Herstellung eines hellroten Weines verwendet. Die dabei entstandenen Weine sind oft sehr rustikal, oxidationsanfällig und von minderer Qualität. Ein Verschnitt von einer Rotwein- mit einer Weißweinsorte ist nach den heutigen gesetzlichen Regelungen untersagt. 
Die Weine von Airén werden auch noch als Grundwein zur Destillation der spanischen Weinbrände herangezogen.
Erst durch moderne Kellertechnik der jüngsten Zeit, wie z. B. Temperaturregelung und die damit verbundene kontrollierte Gärführung, wird Airén auch zu frischen, trockenen, schnell zu trinkenden Weißweinen vergoren. In mehrerer Hinsicht kann die spanische Sorte mit der französischen Ugni Blanc verglichen werden, die zur Cognac-Herstellung verwendet wird.

## Synonyme
Die Rebsorte ist auch unter 26 anderen Namen bekannt: Aiden, Blanc Du Zerhoun, Blancon, Burra Blanca, Burrablanca, Colgadera, El Biod, El Biodh, El Karim, Forcallada, Forcallat, Forcallat Blanca, Forcallat Blanco, Forcellat Bianca, Forcellat Blanca (historisch: Datilera), Laeren de Rey, Lairen, Layren, Manchega, Mantuo Laeren, Valdepenas, Valdepenera, Valdepenera Blanca, Valdepenero, Zerhouni.